# 朱一珺
朱一珺（2005年3月29日—），中国男子羽毛球运动员。 

## 簡歷
朱一珺出生于杨浦区延吉新村，后进入到二联小学就读。
2018年，在上海市第十六届运动会上，朱一珺为杨浦斩获男子双打冠军。2019年第二届全国青年运动会，朱一珺获得季军的好成绩。此后，他进入到上海市羽毛球一线队和国家青年队。
2022年7月31日，在2022年全国青年羽毛球锦标赛乙组男双决赛中，上海队的朱一珺/陈奕江夺冠。
2022年10月，入选世界青年羽毛球錦標賽中国队参赛名单。在世青赛混双决赛中，朱一珺/刘圣书以21:10、18:21和21:10战胜廖品逸/黄可欣夺冠；在男双决赛中，朱一珺/徐化雨以21:18、14:21和22:20力挫印尼选手普特拉/林多林多，获得男双冠军。
2023年10月，马尚/朱一珺在世界青年羽毛球锦标赛男双决赛中以17-21、21-17、21-15 逆转来自中華台北的赖柏佑/蔡富丞，夺得合作以来继今年亚洲青年锦标赛之后第二冠。 

## 主要比賽成績
只列出曾進入準決賽的國際賽事成績：
| 年份   | 賽事                     | 公開賽級別 | 項目     | 搭檔   | 成績   |
| ------ | ------------------------ | ---------- | -------- | ------ | ------ |
| 2022年 | 世界青年羽毛球錦標賽     | 其他       | 男子雙打 | 徐化雨 | 冠軍   |
| 2022年 | 世界青年羽毛球錦標賽     | 其他       | 混合雙打 | 劉聖書 | 冠軍   |
| 2023年 | 亞洲青年羽毛球錦標賽     | 其他       | 男子雙打 | 马尚   | 冠軍   |
| 2023年 | 亞洲青年羽毛球錦標賽     | 其他       | 混合雙打 | 黄可欣 | 冠軍   |
| 2023年 | 東亞青年運動會羽毛球比賽 | 其他       | 男子雙打 | 徐化雨 | 冠軍   |
| 2023年 | 東亞青年運動會羽毛球比賽 | 其他       | 混合雙打 | 李華洲 | 亞軍   |
| 2023年 | 世界青年羽毛球錦標賽     | 其他       | 混合團體 | －     | 冠軍   |
| 2023年 | 世界青年羽毛球錦標賽     | 其他       | 男子雙打 | 马尚   | 冠軍   |
| 2023年 | 世界青年羽毛球錦標賽     | 其他       | 混合雙打 | 黄可欣 | 亞軍   |
| 2024年 | 中國寶雞羽毛球大師賽     | 超級100賽  | 男子雙打 | 孙文骏 | 準決賽 |
| 2024年 | 中國寶雞羽毛球大師賽     | 超級100賽  | 混合雙打 | 李华洲 | 亞軍   |
| 2024年 | 賽義德·莫迪羽毛球國際賽  | 超級300賽  | 男子雙打 | 孙文骏 | 準決賽 |
| 2024年 | 奧迪沙羽毛球大師賽       | 超級100賽  | 男子雙打 | 孙文骏 | 準決賽 |
| 2025年 | 瑞士羽毛球公開賽         | 超級300賽  | 混合雙打 | 張馳   | 亞軍   |

| 2018-2026年 | 總決賽 | 超級1000賽 | 超級750賽 | 超級500賽 | 超級300賽 | 超級100賽 | 國際挑戰賽 | 國際系列賽 | 未來系列賽 | 其他 |